# Windtalkers
Windtalkers és una pel·lícula estatunidenca de guerra de John Woo. Ha estat doblada al català.

## Argument
El film segueix l'epopeia dels indis Navahos reclutats per l'exèrcit americà durant la Segona Guerra Mundial i que ocupaven places d'operadors de ràdio. La utilització de la seva rara llengua assegurava les comunicacions, els japonesos eren incapaços de traduir els missatges que interceptaven. Per a la seva protecció, o més aviat la del codi, els acompanyava un àngel guardià (Nicolas Cage i Christian Slater). Aquests àngels guardians havien de protegir la vida d'aquests navahos. Però si hi havia un petit risc que el seu navaho caigués en mans dels japonesos, llavors l'àngel guardià havia de transformar-se en àngel exterminador: calia protegir el codi a tot premi.
Aquest film segueix la batalla de l'illa japonesa de Saipan el juliol de 1944, tot esbossant un estudi sociològic del lloc de l'indi en relació al blanc: mentre es banya a un rierol, mostrant els seus caràcters físics quasi asiàtics, Ben, el jove navaho, es apallissat per Chick, el « hillbilly » de la brigada (el seu avi, va dir, li explicava com caçaven comanxes, quan el govern oferia 3 dòlars per orella d'indi...) — i després Enders agafava el « windtalker » d'un uniforme japonès per infiltrar-se a les línies enemigues.

## Repartiment
- Nicolas Cage: sergent Joe Enders
- Adam Beach: soldat Ben Yahzee
- Peter Stormare: capità Hjelmstad
- Noah Emmerich: soldat Chick
- Christian Slater: sergent Ox Henderson
- Mark Ruffalo: soldat Pappas « el Grec »
- Brian Van Holt: soldat Harrigan
- Martin Henderson: soldat Nellie
- Roger Willie: soldat Charlie Whitehorse (Cavall blanc)
- Frances O'Connor: infermera Rita
- Jason Isaacs: major Mellitz
- Holmes Osborne: coronel Hollings

## Crítica
- "Curiosament, flaqueja en el que se suposa resulta més estimat per Woo, la plasmació de l'acció: és aquí, en la redundància de situacions, en les perfectament reductibles efusions sagnants on es troba el taló d'Aquil·les d'una pel·lícula tan estranya i personal com, en el fons, destemperada i excessiva"[3]